# Dark Entries
Dark Entries è il secondo singolo del gruppo musicale britannico Bauhaus, pubblicato nel gennaio 1980.

## Il disco
Il testo di Dark Entries racconta la visione decadente del mondo moderno da parte del narratore, con espliciti riferimenti alla prostituzione.
Del singolo esistono più edizioni tutte stampate su 7": con numero di catalogo AXIS3 (come prima stampa della 4AD), AD3 sempre dalla 4AD e BEG37 su etichetta Beggars Banquet.
La copertina del 45 giri, su cui il nome del gruppo viene reso graficamente come Båuhåus, mostra un dipinto di Paul Delvaux ed è leggermente differente nell'edizione della Beggars Banquet.

## Tracce
1. Dark Entries – 3:51
2. Untitled – 1:24

Durata totale: 5:15

## Cover (parziale)
- La canzone è stata reinterpretata da Jan Linton (con lo pseudonimo Dr jan guru) nel 2003.
- Le Hole utilizzarono il riff di Dark Entries per il loro brano Mrs. Jones nell'album Pretty on the Inside del 1991.
- La band Preoccupations ha pubblicato una cover di Dark Entries come penultima traccia del loro EP di debutto Cassette (2013).